# アラビア科学

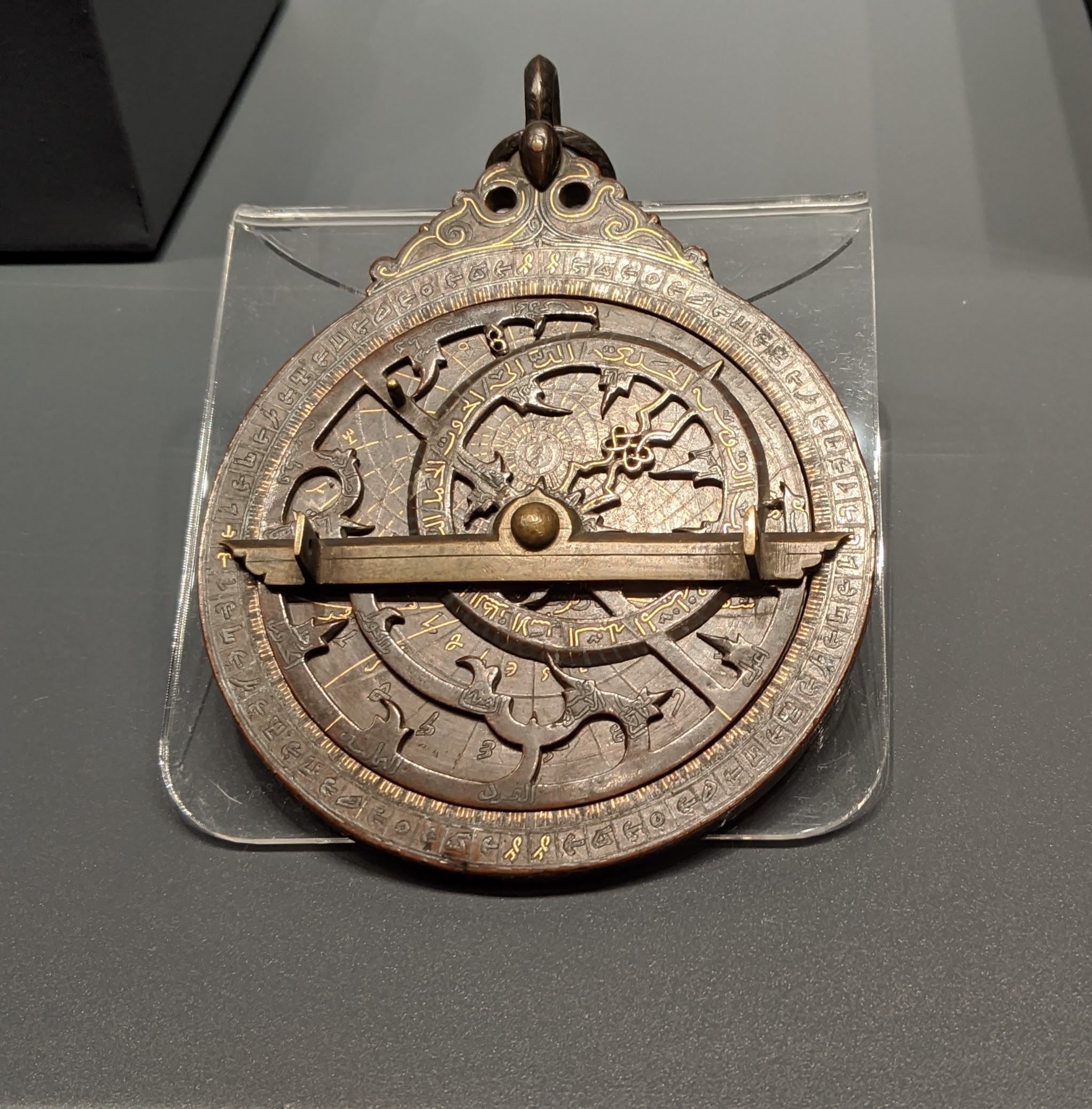
マムルーク朝期のエジプトで製造されたアストロラーベ。アラビア語とコプト語で文字が刻まれている。（ヒジュラ暦681年（西暦1282-1283年）製造、 トルコ・イスラーム美術博物館蔵。）

アラビア科学（アラビアかがく）とは、アラビア語で記述された科学であり、イスラーム世界に発展した科学である。イスラーム科学ともいう（#定義と呼称）。8世紀ごろからイラン、インドの学知を取り入れながらヘレニズム文明の遺産をアラビア語へ翻訳することで発展しはじめ、10-11世紀に最盛期を迎え、15-16世紀ごろには停滞した（#歴史）。

## 定義と呼称
中村 (1993) は「アラビア科学」の一般的定義として「アラビア語で記述された科学」という定義を紹介し、「イスラーム科学」の一般的定義として「イスラーム世界に発展した科学」という定義を紹介している。この場合、両者は同じ概念を指す。しかし、どちらの呼び名にも、それぞれ問題があることはよく知られている。「アラビア科学」といっても、アラビア半島を中心とする地名としての「アラビア」でのみで発達したわけではない。「アラビア科学」が発展した地域は中央アジアからイベリア半島までいたる広大な範囲であり、その担い手もペルシア人など非アラブが多く、多様である。「イスラーム科学」といっても、その担い手の信仰はユダヤ教やキリスト教など多様である。むしろ初期にはイスラーム教徒が少数派ですらあった。
一般的には「アラビア科学」と「イスラーム科学」は同じものだと考えられている。他方で、それぞれの言葉が指す意味内容・ニュアンスが異なるとする主張もあり、たとえば、矢島 (1977) は、前者を自然科学と数学に限定する一方で、後者を哲学や歴史学、地理学も含む包括的な概念としている。また、1993～2012年時点ではまだ広範な支持を得るには至っていないが、記述的な意味での「アラビア科学」ないし「イスラーム科学」（すなわち本項の主題である、「イスラーム世界に発展した科学」）を超えた特別な意味やニュアンスを「イスラーム科学」に付加する論者もいる。
英語圏では Islamic science と呼ばれることが多い。

## 歴史
イスラム帝国が形成されアラビア語が学問の言語として広い地域で使われるようになる以前の、エジプト、メソポタミアといった古代オリエントの文化や古典古代のギリシャ、ペルシア、インド、中国などで発展していた科学をもとに発展した。
法学・神学・語学・文学などのアラブ人伝来の「固有の学問」があったが、これに対し、上記のようにしてイスラム世界にもたらされた学問には哲学、論理学、幾何学、天文学、医学、錬金術などがあり、博物学、地誌学などとともに「外来の学問」と呼ばれた。ただし、外来の学問であっても正確な知識を求めることはハディースに照らしても神の意思を知るためのイスラムに相応しい行為とされ、「固有の学問」を修める学者が「外来の学問」を兼修することはまったく珍しいことではなかった。
ムスリムの治める地域において、ムスリムを中心とする人々が科学の研究へと進み始めたのは、8世紀に成立したアッバース朝のもとであった。アッバース朝ではカリフや宮廷のワズィールたちの保護と学術振興の意思に基づいて主にギリシャ語の翻訳が始まり、特に第7代カリフマアムーンが創設した研究施設バイト・アル＝ヒクマ（智恵の館）には多くの科学者が集まり、ギリシャ科学のアラビア語への翻訳が進められた。マアムーンに仕えた科学者のひとり、フワーリズミーは、インドの天文学や数学を取り入れて、代数学や数理天文学に関する著作を残した。
9世紀にはこの成果がアッバース朝の隅々にまで行き渡ったアラビア語による学問のネットワークに乗せられて知識人たちに広く受け入れられ、イスラム哲学の祖として知られるキンディーのように、同時に数学、天文学、医学、論理学、哲学など様々な学問に通じた学者が多くあらわれた。
10世紀から11世紀には、アッバース朝の政治的な衰退とは裏腹に、アラビア科学は空前の発展を遂げ、プトレマイオスの天文学を改良したバッターニー、数学・天文学に通じ光学に関する重要な著書を残したイブン・アル・ハイサム、哲学と医学の分野でヨーロッパに大きな影響を与えたイブン・スィーナーらが活躍したが、14世紀から15世紀にかけてアラビア科学は廃れ、以降は科学の中心が西欧に移った。

## アラビア数学
特に数学の分野ではアラビア数学がもたらした成果は大きく、代数学や三角法はアラビア数学が開拓した分野である。また、アラビア語とともに使われていた数字は、インドから取り入れたゼロの概念を反映して、ゼロの数字をもっており、これがアラビア数字としてヨーロッパに伝わり、世界中で使われるに至った。

イスラーム黄金時代に作られた、準結晶構造を模したギリフ模様のタイル。ペンローズ・タイルを参照。

## 光学
イブン・アル・ハイサム（ラテン名アルハゼン）はプトレマイオスが導き出した光学を徹底的に批判し分析を行った。彼は、目から光線が放出されることで視覚が生じるというプトレマイオスの理論を否定し、太陽その他の光源から放出された光が対象に反射し、それが目に入って像を結ぶという正しい理論を発見した。彼は目の精密な解剖図も著している。彼の著作『Kitab al-Manazir』（光学の書）はヨーロッパの光学の基礎となったものであり、デカルトやケプラーもイブン・アル・ハイサムの著作から光学を学んだ。

## 化学
化学の分野でもアラビア科学の果たした役割は大きい。
アラビア語のالكيمياء, al-kīmiyā’（錬金術）は英語の「alchemy（錬金術）、alchemist（錬金術師）」の基になっており、「chemistry（化学）」という言葉もここから転じている。al-kīmiyā’が、12世紀ヨーロッパで羅: ALchemia「Alchimiaアルキミア」とラテン語に翻訳されて紹介され、ヨーロッパの錬金術は、やがて17世紀の科学革命を経てアラビア語の定冠詞「al」が取れて羅: Chimica（化学）となった。また、「アルコール」、「アルカリ」などの名称にもその痕跡を留めている。
Kimyaは希: Χημεία（Khemeiaケーメイア）に由来する。
「ケーメイア」の語源には諸説あるが、希: Χημ「Khem （ケム）」 の派生語で、「黒い地」「エジプト」を意味するのではないかと言われている。結局、以下のように変遷したことになる。
希: Χημ → 希: Χημεία → 阿: الكيمياء al-kīmiyā’ → 羅: ALchemia → 羅: Chimica → Chemistry
この変遷自体が、古代エジプト、古代ギリシアの科学がイスラム世界のるつぼに流れ込み、中世ヨーロッパに伝えられ、科学革命を経て西欧近代科学に繋がるという科学史をそのままに写している。
8世紀、 アッバース朝の5代目カリフに仕えたジャービル・イブン・ハイヤーン（羅: geber（ゲーベルまたはジーベル）は、ヨーロッパにおいて伝説的な錬金術師とされ、化学の祖ともされる（レトルトの発明者）。
9世紀のアル・ラーズィー、10世紀のイブン・スィーナー（ラテン名「アウィケンナ」）、ラゼスらも有名である。

## 科学的方法
イブン・アル・ハイサムは経験知や実験観察を重視し、そこから帰納法的な推論を用いて理論を打ち立てた最初期の科学者である。彼の手法（科学的方法）は、彼の著作に学んだロジャー・ベーコンやヨハネス・ケプラーらに受け継がれた。

## 近代西洋科学の基礎
これらのアラビア科学の成果は、12世紀以降にムスリムの手からキリスト教徒に再征服されたシチリアやイベリア半島においてラテン語への翻訳が進められ、近代ヨーロッパ科学の基礎を提供した。
また、この時代には数学・天文学の分野でオマル・ハイヤームなどの学者が活躍し、13世紀にはモンゴル帝国のもとで、イスラム科学の先端の天文学が中近東から中国へと伝えられた。

## 典拠
1. 1 2 3 4 5  中村廣治郎「イスラームの科学と宗教」『岩波講座宗教と科学２　歴史のなかの宗教と科学』（岩波書店、1993年）
2. 1 2 3 4 5 6  矢島祐利「アラビア科学史のために」『アラビア科学史序説』（岩波書店、1977年）
3. ↑  パルヴェーズ・フッドボーイ（翻訳：植木不等式）『イスラームと科学』（勁草書房、2012年）